# Jean-Martin Wendel
Pour les autres membres de la famille, voir Famille de Wendel.
Jean-Martin de Wendel, seigneur d'Hayange, né le 22 février 1665 à Longlaville et mort le 25 juin 1737 à Longlaville, domaine amené dans la dot de sa mère, est le premier maître de forges et fondateur de la célèbre dynastie d'industriels les Wendel.

## Biographie

### Origine
Fils de Christian de Wendel, né le 23 avril 1636 à Coblence (Allemagne) et décédé en 1708 à Longlaville (54), et de Claire Saurfeld, née en 1640 et décédée le 31 janvier 1712 à Longlaville (54).
Christian de Wendel était officier de cavalerie au service du duc Charles IV de Lorraine et seigneur de Longlaville près de Longwy en Lorraine, fief qu'il possédait en partie par son mariage et en partie par achat. Il était de ce fait vassal du baron d'Eltz, propriétaire des forges d'Ottange. La seigneurie de Longlaville comportait une forge, comme beaucoup de domaines agricoles lorrains. 
Marié vers 1700 avec Anne-Marguerite Meyer, née le 11 mai 1680 à Remich, Luxembourg et morte le 12 septembre 1740, il eut seize enfants :
- Jean 1701
- Jean François 1703-1718
- Anne Jeanne de Wendel 1704-1792
- Reine Françoise 1706-1787
- Jean Charles de Wendel 1708-1784
- Catherine 1709
- Marie 1711-1729
- Anne Marguerite 1712
- Jean Antoine 1713-1729
- Nicolas 1715
- Marie
- Marie Agnès de Wendel 1716-1788
- Martin 1717-1739
- Jeanne de Wendel 1719-1739
- Jean François Christophe 1720
- Jean François 1721-1806

### Ses débuts
Jean-Martin de Wendel prit à bail les forges d'Ottange appartenant au baron d'Eltz et le 8 mai 1704, complétant ses ressources personnelles par des avances des banquiers juifs de Metz et de Thionville, il fit l'acquisition des forges à demi ruinée La Rodolphe  à Hayange dans la vallée de la Fensch moyennant la somme de 3 200 livres et, l'année suivante de la seigneurie foncière d'Hayange.
Le 26.03.1704, il achète pour 9 621 livres les usines Le Comte à Hayange (57). C'est le début de l'essor industriel de cette famille qui reste toutefois très liée à l'Armée. Jean-Martin achète au Roi de France la seigneurie foncière d'Hayange avec droit de moyenne et basse justices.

### Noblesse
Seigneur de Hayange en 1705 et de Volmerange, il fit enregistrer en 1727, par le Parlement de Lunéville, des lettres patentes du duc de Lorraine reconnaissant sa qualité de noble, héritée de ses ancêtres[réf. nécessaire], mais ne pouvant être prouvée, les titres ayant été perdus "par le malheur de la guerre".
Pour consolider cette noblesse, il acheta, en 1730, la charge de conseiller du roi et de secrétaire de la Maison et Couronne de France en la chancellerie établie au Parlement de Metz, tout en mariant ses filles dans la petite noblesse de robe et la petite aristocratie militaire.
En 1704, Jean-Martin Wendel acquiert les forges délabrées de La Rodolphe. Il se fait alors construire un château achevé vers 1720. À cette époque, le château comprenait un rez-de-chaussée et deux étages. Puis le château va s'agrandir au rythme de l'empire industriel. 
Le château a été restauré et modifié par Humbert de Wendel (1876-1954). Les bâtiments d'origine ont été en partie démolis en 1935 et reconstruits dans le style du XVIIIe siècle.
Ses armes changent. Elles étaient :
De gueules à trois étendards d'argent liés d'azur au canon d'or en abîme et à la bordure d'argent entourant tout l'écu.
Elles deviennent :
De gueules à trois marteaux d'or, emmanchés de même, liés d'azur, dont deux passés en sautoir, et le troisième brochant en pal et renversé ; à un tube de canon d'or, en fasce, mis à la pointe de l'écu ; l'écu bordé d'argent.
En mai 2004, la « Maison » Wendel a fêté son tricentenaire. C’est le 8 mai 1704 en effet que Jean Martin de Wendel, un nom dérivé du prénom Wendel ou Wendelin (ville de Sankt Wendel en Sarre), prend possession de la forge La Rodolphe à Hayange, en Lorraine, moyennant la somme de 3 200 livres.